# Astra Rail Industries

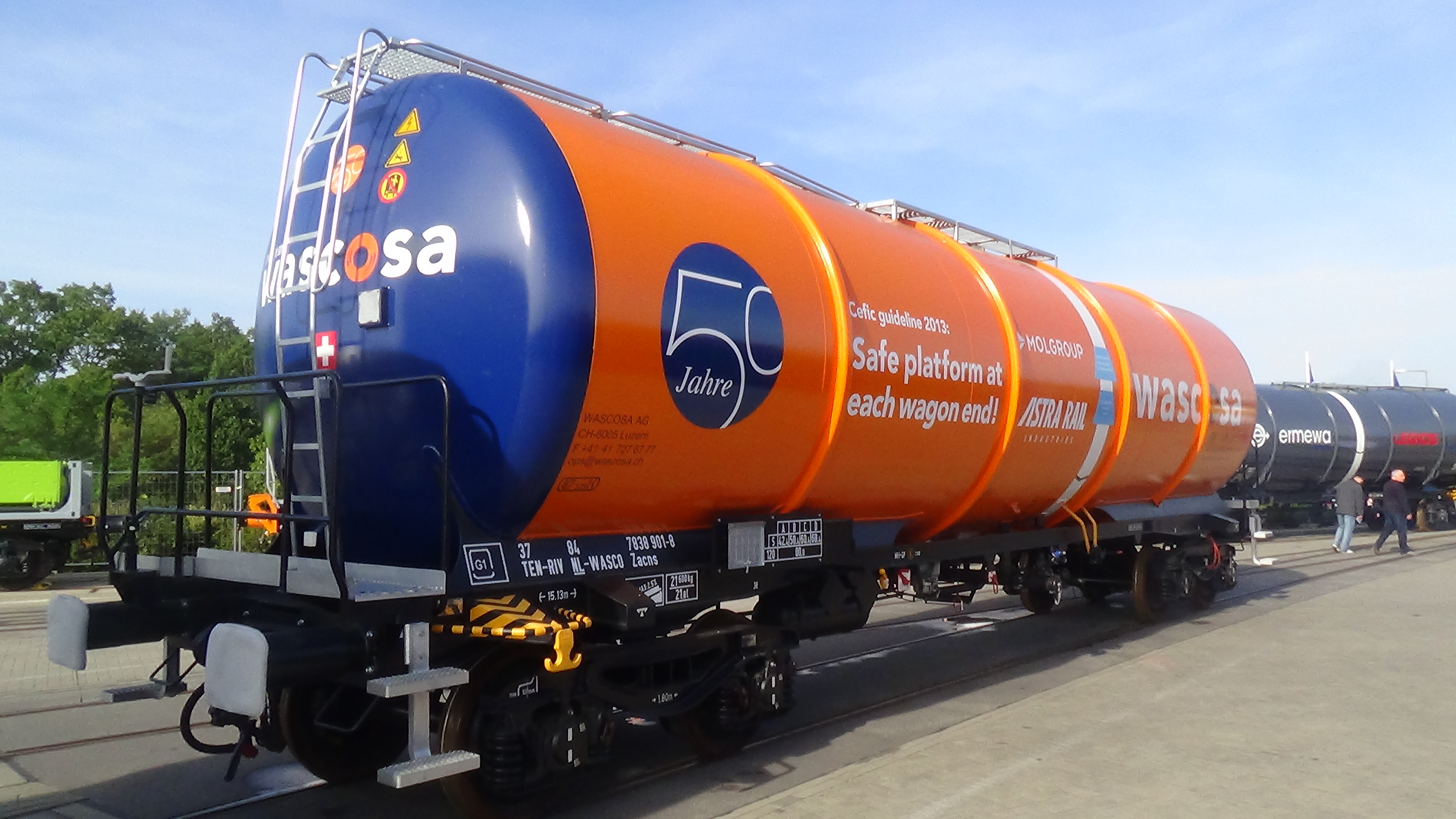
Neuer Kesselwagen vom Typ Zacns für Wascosa

Astra Rail Industries (ARI) ist ein rumänischer Güterwagenhersteller. Das Unternehmen war vorher als International Railway Systems (IRS) bekannt. Nach der Insolvenz des damals größten europäischen Waggonbauunternehmens im Jahr 2012 wurde es von Thomas Manns, einem deutschen Investor, gekauft.
Im Oktober 2016 gab The Greenbrier Companies bekannt, dass sie ihr Europa-Geschäft mit Astra Rail Industries zusammenlegen werden. Greenbrier wird einen Anteil von 75 % an dem Gemeinschaftsunternehmen halten.
Die Produktionskapazität beträgt bis zu 5.000 Güterwagen pro Jahr.

## Standorte
Astra Vagoane Călători wurde 1891 gegründet, das Waggonwerk in Turnu Severin 1882 und das Waggonwerk in Caracal 1973.
- Arad (vormals Astra Vagoane)
- Turnu Severin (vormals Meva)
- Caracal (vormals Romvag)